# Ultimo Live Stadi 2024 (Live)
Ultimo Live Stadi 2024 (Live) è il primo album dal vivo del cantautore italiano Ultimo, pubblicato il 23 maggio 2025.

## Tracce
1. Bella davvero – 2:59
2. Intro + Il capolavoro (Live Stadi 2024) – 3:43
3. Sono pazzo di te (Live Stadi 2024) – 3:44
4. Quando fuori piove (Live Stadi 2024) – 3:39
5. Il ballo delle incertezze (Live Stadi 2024) – 3:24
6. Ti va di stare bene (Live Stadi 2024) – 3:47
7. Tutto questo sei tu (Live Stadi 2024) – 4:20
8. Ipocondria (Live Stadi 2024) – 4:25
9. Paura mai (Live Stadi 2024) – 3:54
10. Rondini al guinzaglio (Live Stadi 2024) – 4:03
11. Racconterò di te (Live Stadi 2024) – 3:53
12. Quel filo che ci unisce (Live Stadi 2024) – 4:20
13. Ti dedico il silenzio (Live Stadi 2024) – 3:59
14. Nuvole in testa (Live Stadi 2024) – 3:08
15. Amati sempre (Live Stadi 2024) – 8:06
16. Occhi lucidi (Live Stadi 2024) – 3:33
17. Neve al sole (Live Stadi 2024) – 3:24
18. Quei due innamorati (Live Stadi 2024) – 3:56
19. Lunedì (Live Stadi 2024) – 3:43
20. Altrove (Live Stadi 2024) – 3:37
21. Medley Piano e Voce (Live Stadi 2024) – 14:27
22. Tornare a te (Live Stadi 2024) – 4:06
23. Piccola stella (Live Stadi 2024) – 3:56
24. Vieni nel mio cuore (Live Stadi 2024) – 4:32
25. Pianeti (Live Stadi 2024) – 3:47
26. Alba (Live Stadi 2024) – 3:37
27. La stazione dei ricordi + Le solite paure (Live Stadi 2024) – 4:12
28. 22 settembre (Live Stadi 2024) – 4:22
29. Sogni appesi (Live Stadi 2024) – 8:42
30. La parte migliore di me – 3:21

## Classifiche
| Classifica (2025) | Posizione massima |
| ----------------- | ----------------- |
| Italia            | 1                 |